# Донизетти, Сержио Луис
Сержио Луис Донизетти, известен как Жуан Паулу (порт.-браз. Sérgio Luís Donizetti; род. 9 июля 1964 или 7 сентября 1964, Кампинас, Сан-Паулу) — бразильский футболист.

## Карьера

### Клубная карьера
В 1983 году он начал свою карьеру в «Гуарани Кампинас», где пробыл до 1989 года, когда он перешёл в итальянский клуб «Бари». В сезоне 1989—1990 Жуан Пауло забил 6 голов в 33 матчах. В следующем — 12 голов в 29 играх.
Жуан Пауло ярко начал сезон 1991—1992 годов, но сломал ногу в игре против «Сампдории», поэтому не мог играть дальше. Когда «Бари» выбыл в Серию B, он ещё играл там два года.

### Карьера в национальной сборной
Также он играл за сборную Бразилии по футболу, дважды забив в Копа Америка 1991 года. Ещё он выступал за сборную в летних Олимпийских играх 1988 года.